# Dagon

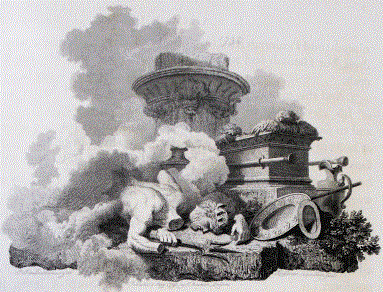
Dagon in un'illustrazione biblica, con la faccia a terra davanti all'arca

Dagon (in ebraico דגון‎?) o Dagan (in sumero 𒀭𒁕𒃶, dda-gan; in fenicio 𐤃𐤂𐤍, Dāgān), talvolta citato in italiano anche come Dagone, era una divinità semitico-occidentale (cananaica) della fertilità e del raccolto, padre di Baal.
Il suo aspetto era quello di un uomo sorgente da una spiga di grano oppure di un uomo barbuto con la parte inferiore del corpo a forma di pesce.

## Origini e diffusione
Il suo culto si estese dalla Palestina fino in Mesopotamia. Dagon venne adottato come divinità principale dalla confederazione dei Filistei, i quali erano formati da diverse popolazioni indoeuropee provenienti dall'Egeo e dall'Anatolia.
Nella Bibbia (Samuele 5) viene menzionato un episodio in cui la statua di Dagon, nella città filistea di Ashdod, crolla dinanzi all'Arca dell'Alleanza.
Presenta anche analogie con Oannes ed era considerato il patrono dei fattori e degli agricoltori.

## Influenza sulla cultura di massa
- Dal mito di Dagon Howard Phillips Lovecraft ha tratto uno dei suoi primi racconti pubblicati, Dagon.
- È un personaggio antagonista del libro I segreti di Nicholas Flamel, l'immortale - Il mago.
- La Bethesda si è ispirata a lui nella serie The Elder Scrolls per la creazione di Mehrunes Dagon, il principe daedrico della distruzione.
- Il film La forma dell'acqua - The Shape of Water presenta, mai nominandolo, alcuni rimandi.
- Nella serie televisiva Supernatural Dagon è uno dei Principi infernali.
- Viene citato nel capolavoro di John Milton, Paradiso perduto (verso 461 libro 1), come demone e mostro marino.
- Appare come boss nel videogioco Castlevania: Portrait of Ruin, rappresentato come un mostro metà rana e metà pesce.
- Il film Dagon - La mutazione del male del 2001, di Stuart Gordon, è incentrato su di lui.
- Nel videogioco Conan Exiles compare come divinità del mare nelle sembianze di un pesce colossale.
- Dagon è un personaggio che appare nella serie animata Ben 10: Ultimate Alien con vari richiami all'opera di Lovecraft.
- Nel videogioco arcade The Ocean Hunter, Dagon è uno degli aspetti del dio Rahab, il boss finale.
- Nella serie animata jujutsu kaysen, Dagon è uno degli antagonisti principali dell'arco narrativo dell'incidente di shibuya.